# El asombroso mundo de Borjamari y Pocholo
El asombroso mundo de Borjamari y Pocholo és una pel·lícula del 2004 dirigida per Juan Cavestany protagonitzada per Santiago Segura i Javier Gutiérrez. Els dos germans es van quedar estancats en els anys 1980 i porten una existència patètica al Madrid actual, on viuen a casa dels seus pares. La pel·lícula té un argument que podria dir-se que és la versió espanyola d'"A Night at the Roxbury".

## Argument
Borjamari (Santiago Segura) porta polos de Lacoste mentre que Pocholo (Javier Gutiérrez) és partidari de les camises de Ralph Lauren. Solen discutir entre ells per saber qui guanyaria en una baralla entre el cocodril de Lacoste i el cavall de Ralph Lauren. Ambdós porten sabates nàutiques de Sebago i continuen anant en Vespino a la discoteca on anaven de joves, l'Aguacate. Són seguidors del Reial Madrid.
Les aventures d'aquests dos germans es despleguen entorn d'una vella relació amb el seu cosí Pelayo -interpretat per Guillermo Toledo- qui per venjar-se de com el tractaven en la infantesa, els fa creure que el grup Mecano farà un concert sorpresa al Parc Warner de San Martín de la Vega. Borjamari i Pocholo surten de viatge acompanyats de Paloma (Pilar Castro) en un Mazda Rx-8, una odissea durant la qual els tres descobreixen que tenen món interior.
La culminació de la pel·lícula és un viatge lisèrgic durant el qual Borjamari i Pocholo creuen presenciar la reaparició de Mecano cantant Aire. Tot i que l'experiència ha estat imaginària, els proporciona la felicitat i finalment es retroben a la sabateria Farrutx del carrer Serrano amb Paloma, la qual de la seva banda ha passat "de niña a mujer".

## Repartiment
- Santiago Segura: Borjamari
- Javier Gutiérrez: Pocholo
- Pilar Castro: Paloma
- Guillermo Toledo: Pelayo Snow
- Cote Soler: Kitín O'Shea
- Carmen de la Maza: 	Concha de Robles
- Gerardo Malla: 	Gustavo Robles
- Antonio de la Torre Martín: 	Richy
- Patricia Vico: 	Ana
- María Ruiz: 	Piedad
- Andrés Lima: 	Professor
- Javivi: 	Dependent Atesa
- Carles Sans: 	Fernando
- Loles León: 	Cayetana O'Shea
- Pablo Portillo: 	Policia moto